# Águas Santas (Maia)

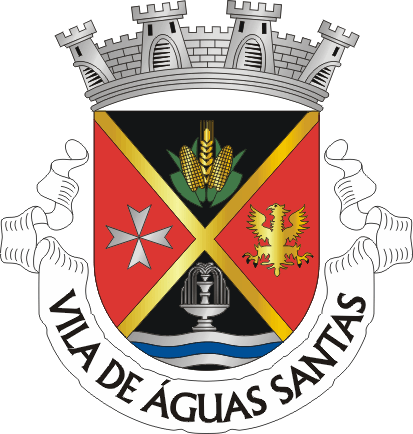
Blason du village de Águas Santas

Águas Santas est un village portugais qui est le siège de la paroisse d’Águas Santas dans la municipalité de Maia, une paroisse d’une superficie de 7,86 km2 et de 27 470 habitants (recensement de 2011).
Le village d’Águas Santas a été élevé à la catégorie de village en 1986.

## Géographie
La paroisse est bordée au nord-ouest par la paroisse de Milheirós (Maia) et la paroisse de Cidade da Maia (Maia), au nord par Nogueira et Silva Escura (Maia), à l’ouest par São Mamede de Infesta et Senhora da Hora (Matosinhos), à l’est par Ermesinde (Valongo), au sud-est par Rio Tinto (Gondomar) et au sud par Pedrouços (Maia).
La paroisse est traversée par la rivière Leça.

## Personnalités liées à Águas Santas
- Rui Silva (1994-), footballeur né à Águas Santas.